# Campionati europei di tuffi 2019 - Trampolino 3 metri maschile
La gara dal trampolino 3m maschile ai campionati europei di tuffi 2019 si è svolta il 9 agosto 2019, presso la Sport Arena Liko di Kiev. Al mattino si sono disputati i preliminari a cui hanno preso parte 32 atleti, mentre nel pomeriggio si è svolta la finale.

## Medaglie
| Posizione | Atleti           | Paese         |
| --------- | ---------------- | ------------- |
| Oro       | Evgenij Kuznecov | Russia        |
| Argento   | Patrick Hausding | Germania      |
| Bronzo    | James Heatly     | Gran Bretagna |

## Risultati
| Pos. | Atleti                | Nazionalità   | Preliminari | Preliminari | Finale | Finale |
| Pos. | Atleti                | Nazionalità   | Punti       | Pos.        | Punti  | Pos.   |
| ---- | --------------------- | ------------- | ----------- | ----------- | ------ | ------ |
|      | Evgenij Kuznecov      | Russia        | 394.45      | 7           | 499.45 | 1      |
|      | Patrick Hausding      | Germania      | 398.90      | 4           | 456.85 | 2      |
|      | James Heatly          | Gran Bretagna | 408.90      | 3           | 439.90 | 3      |
| 4    | Nikita Šlejcher       | Russia        | 423.30      | 1           | 416.90 | 4      |
| 5    | Ross Haslam           | Gran Bretagna | 365.35      | 11          | 414.25 | 5      |
| 6    | Oleh Kolodij          | Ucraina       | 390.35      | 8           | 402.35 | 6      |
| 7    | Jonathan Suckow       | Svizzera      | 364.30      | 12          | 389.55 | 7      |
| 8    | Lorenzo Marsaglia     | Italia        | 416.60      | 2           | 386.20 | 8      |
| 9    | Oliver Dingley        | Irlanda       | 398.45      | 5           | 378.90 | 9      |
| 10   | Giovanni Tocci        | Italia        | 368.20      | 9           | 366.80 | 10     |
| 11   | Gwendal Bisch         | Francia       | 368.15      | 10          | 339.00 | 11     |
| 12   | Martin Wolfram        | Germania      | 397.55      | 6           | 337.70 | 12     |
| 13   | Alexis Jandard        | Francia       | 357.15      | 13          |        |        |
| 14   | Kacper Lesiak         | Polonia       | 356.80      | 14          |        |        |
| 15   | Guillaume Dutoit      | Svizzera      | 354.95      | 15          |        |        |
| 16   | Oleksandr Horškovozov | Ucraina       | 345.55      | 16          |        |        |
| 17   | Nicolás García        | Spagna        | 342.10      | 17          |        |        |
| 18   | Adriàn Abadía         | Spagna        | 337.60      | 18          |        |        |
| 19   | Alexander Hart        | Austria       | 326.55      | 19          |        |        |
| 20   | Nikolaj Schaller      | Austria       | 322.80      | 20          |        |        |
| 21   | Vartan Bayanduryan    | Armenia       | 321.75      | 21          |        |        |
| 22   | Juho Junttila         | Finlandia     | 302.75      | 22          |        |        |
| 23   | Yury Naurozau         | Bielorussia   | 301.90      | 23          |        |        |
| 24   | Juraj Melša           | Croazia       | 289.60      | 24          |        |        |
| 25   | Pascal Faatz          | Paesi Bassi   | 289.30      | 25          |        |        |
| 26   | Tornike Onikashvili   | Georgia       | 272.80      | 26          |        |        |
| 27   | Sandro Melikidze      | Georgia       | 271.10      | 27          |        |        |
| 28   | Dylan Vork            | Paesi Bassi   | 265.95      | 28          |        |        |
| 29   | Pavel Saurytski       | Bielorussia   | 260.60      | 29          |        |        |
| 30   | Dimitar Isaev         | Bulgaria      | 242.35      | 30          |        |        |
| 31   | Alexander Kostov      | Bulgaria      | 239.55      | 31          |        |        |
| 32   | Andrzej Rzeszutek     | Polonia       | 238.65      | 32          |        |        |